# درخت‌ماهی
درخت‌ماهی (نام علمی: Sebastes serriceps) نام یک گونه از سرده صخره‌ماهی است.